# Kena Amoa

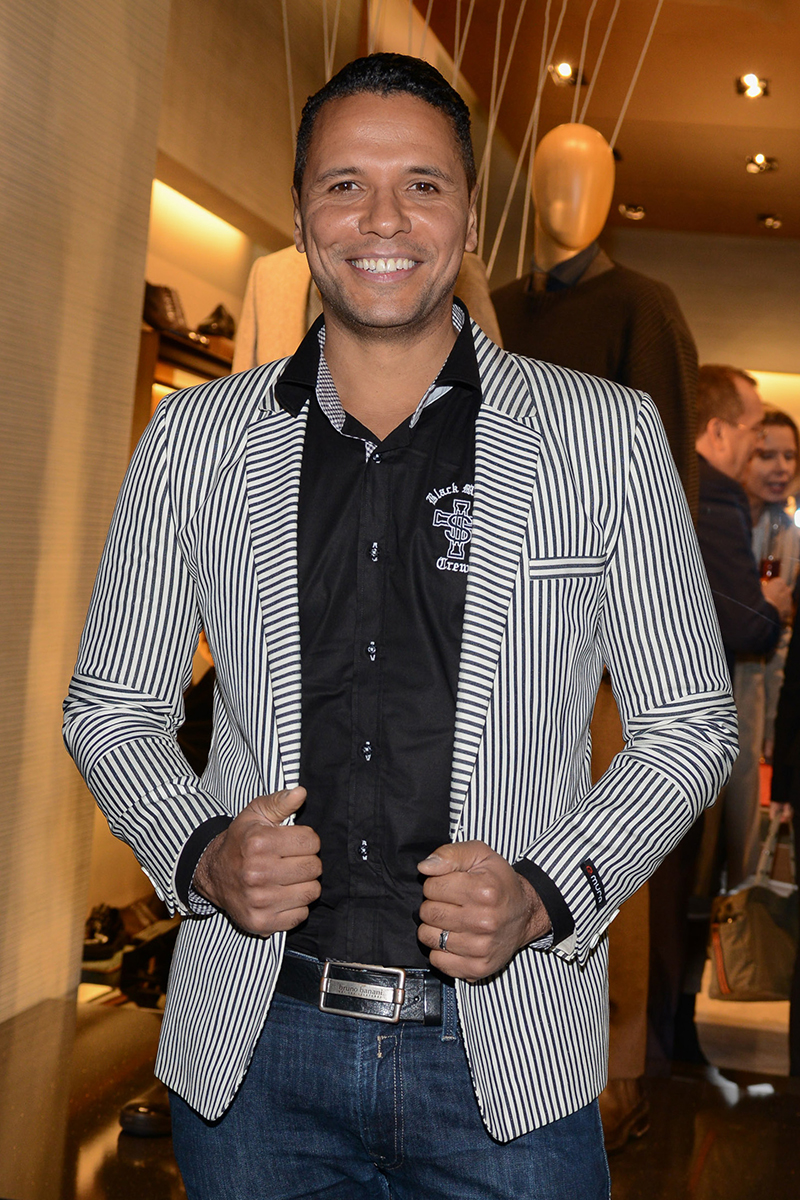
Kena Amoa (2014)

Kena Amoa (* 30. September 1970 in Leipzig) ist ein deutscher Fernsehmoderator, Redakteur und Reporter.
Amoa ist Sohn einer deutschen Mutter und eines ghanaischen Vaters. Seine Kindheit verbrachte er in der ghanaischen Hauptstadt Accra, bevor er 1979 nach Deutschland zurückkehrte.
Als Sänger des Pop-Trios Chess war Amoa am 1993er Charthit If You Leave Me Now, einer Coverversion des Chicago-Klassikers, beteiligt und sang auch auf den beiden Folgesingles I Need You (Curious Love) und Follow You. 1997 erschien eine Coverversion des 1974er Nummer-eins-Hits Rock Your Baby, ein Feature mit dem Originalinterpreten George McCrae.
Nach dem Studium der Medienpädagogik wurde Kena Amoa mit mehreren eigenen Sendungen beim Radiosender WDR Eins Live bekannt. Seine Fernsehkarriere startete er 1995 mit dem WDR Jugendmagazin Lollo Rosso. Er moderierte u. a. die WDR-Silvester-Show, Die lange Skinacht bei VOX, Chart Attack im ZDF und das Multimedia-Magazin di@lneues auf 3sat, das Studioeins der ARD und Girlscamp für Sat.1. Vier Jahre arbeitete Kena Amoa als Reporter, Redakteur und Autor für das VOX-Lifestyle-Magazin Fit for Fun, bevor er 2004 zu Exclusiv – Das Starmagazin bei RTL wechselte, wo er ein Bestandteil des Teams um Frauke Ludowig ist und von 2007 bis 2015 das Magazin als Co-Moderator regelmäßig moderierte. Seit 2015 moderiert er nur noch in Vertretung für Frauke Ludowig und Bella Lesnik. Seit 2020 moderiert er gemeinsam mit Tanja Bülter die Online-Talkshow VIPstagram bei RTL.de sowie den dazugehörigen Podcast bei RTL+. 
Amoa ist ledig und lebt in Berlin.